# Catullia viridis
Catullia viridis är en insektsart som beskrevs av Victor Lallemand och Synave 1953. Catullia viridis ingår i släktet Catullia och familjen Tropiduchidae. Inga underarter finns listade i Catalogue of Life.